# ウスキキヌガサタケ
ウスキキヌガサタケ（薄黄衣笠茸、学名: Phallus lutetus）はスッポンタケ目スッポンタケ科のスッポンタケ属に属する大型のキノコの一種である。発生は比較的まれで、マントのような山吹色の菌網を広げるのが特徴。

## 分布
日本・中国・韓国・インドおよび熱帯アメリカ（メキシコ）に分布する。日本国内では宮崎県・徳島県・高知県・山口県・広島県・京都府などから記録されている。また、愛媛県からの記録もある。
京都府レッドデータブックでは絶滅種（カテゴリーEX）として扱われている。また、環境庁レッドデータブックにおいては「絶滅危惧II類」に置かれており、愛媛県および広島県もこれに準じている。宮崎県では、県独自のカテゴリーとして「重要度Bランク」としている。

## 生態
初夏（梅雨明けの前後）と秋（9 - 10月）に、暖温帯のモウソウチク林やスギ林、あるいはそれらにカシ・シイ林などが混じった林内の地上に発生する。愛媛県内では、アカマツ林やハチク林内あるいはヒノキ植林地内で見出された例もある。
落ち葉などが堆積したところを好む性質がある。近縁のキヌガサタケなどと同様に、おそらく腐生菌であろうと考えられている。
胞子の分散形式についても、キヌガサタケと同じく、粘液化した基本体が放つ異臭によって、昆虫や陸棲貝類などの小動物を引き寄せることによる一種の虫媒が主となっているのではないかと推定されている。

## 形態

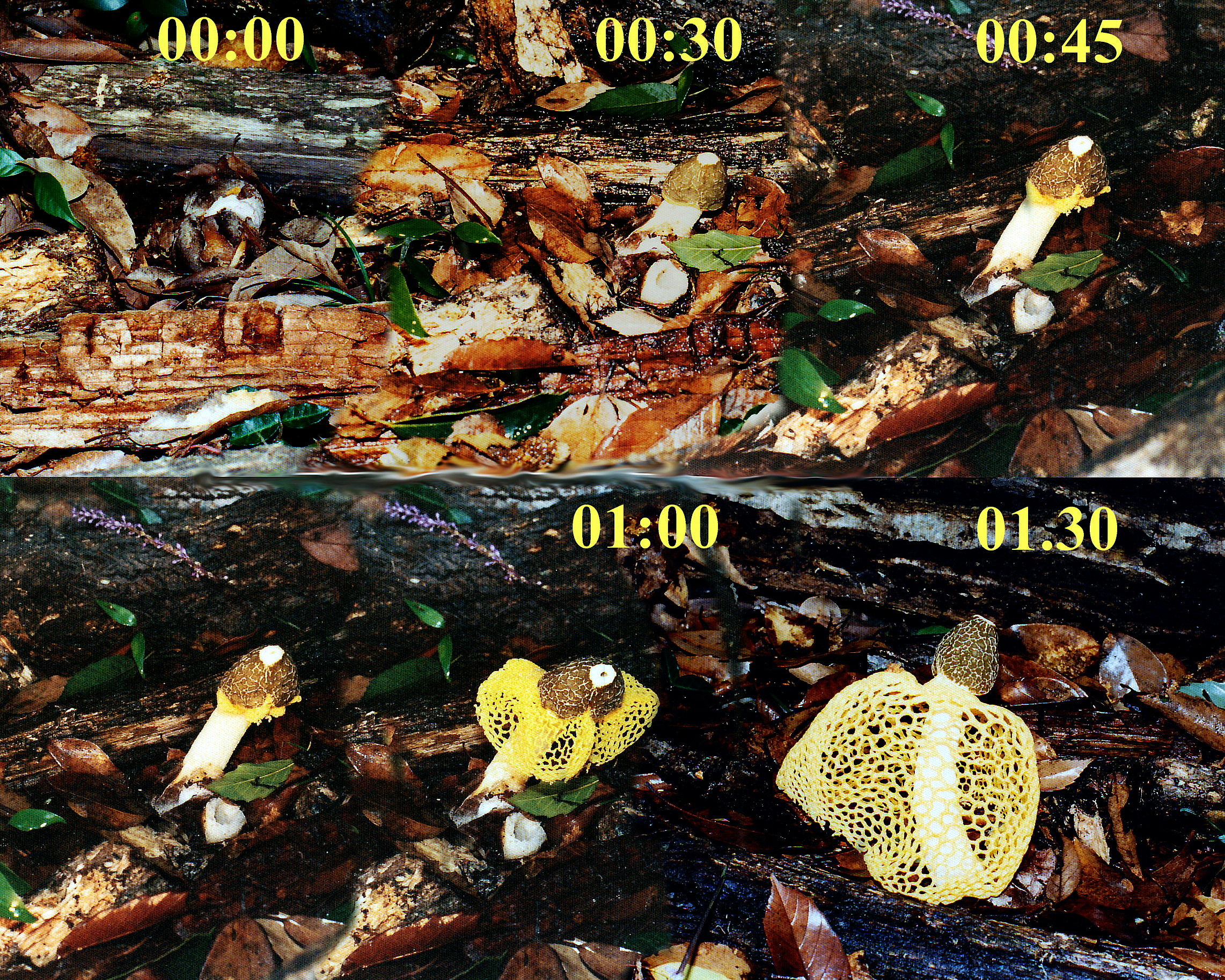
子実体の成長過程。1時間30分ほどかけて伸長し、レース状の菌網を広げる。

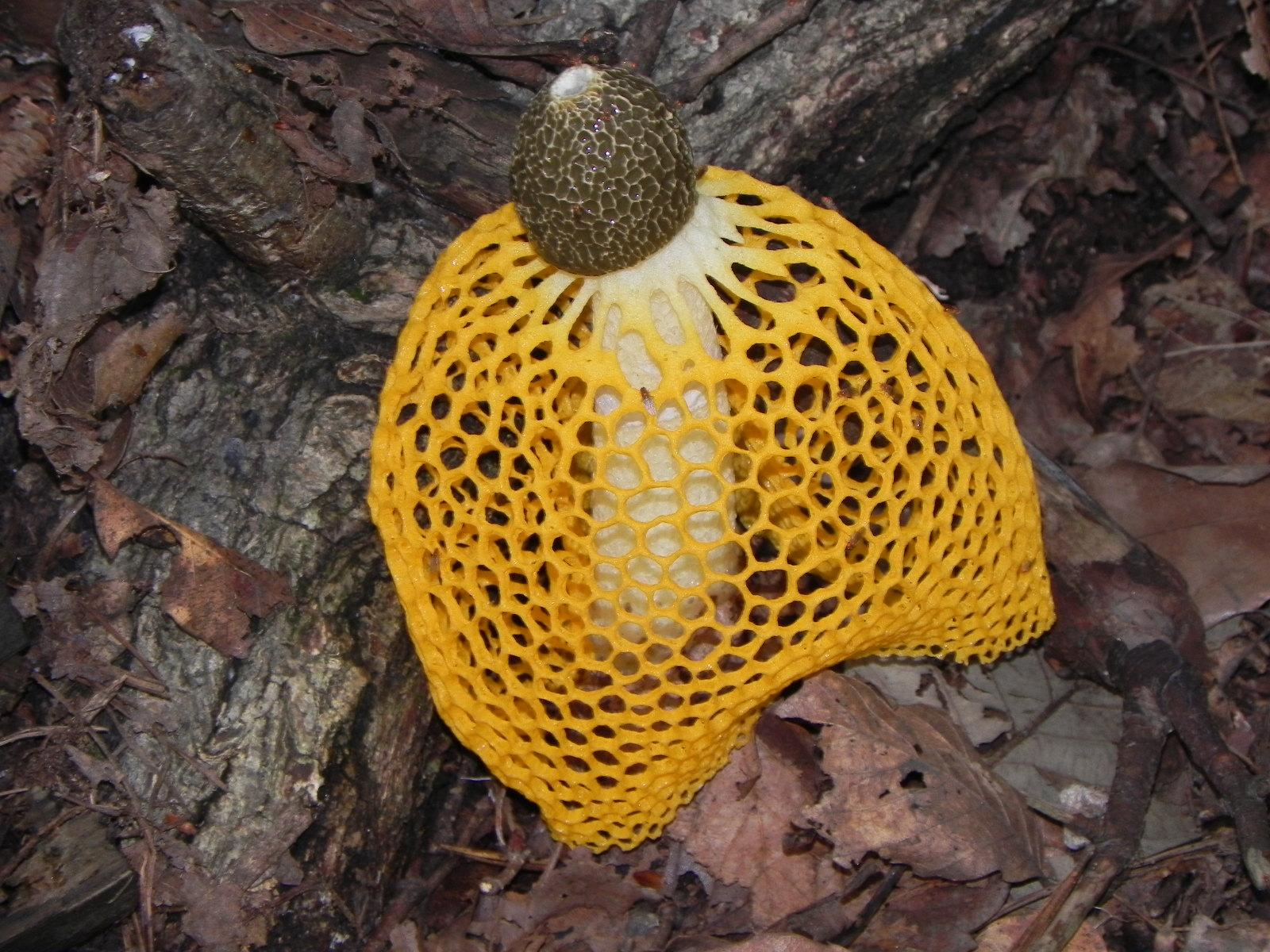
頭部には橙黄色の網目状の隆起がある

子実体は球状から卵状で、初期にはなかば地中に埋もれているが次第に地上に姿を現し、直径3センチメートル (cm) 前後、高さは5 - 6 cm程度になる。外面はやや厚い紙質で淡ピンク色ないし赤紫色を呈する殻皮外層で覆われ、底部には太い紐状から根状の根状菌糸束を備える。殻皮外層の内部には、ピンク色から赤紫色・半透明でゼラチン状の厚い殻皮中層が発達し、さらにその内部に、ごく薄くて丈夫な膜質から繊維質の殻皮内層に包まれて、暗緑色の基本体が形成される。基本体は薄くて釣鐘状を呈する傘の表面を覆い、かさの内側には 托が包み込まれている。
充分に成熟すると、球状のつぼみの先端が大きく裂けて開き、基本体を乗せたかさの先端が現れ、さらに托がすみやかに伸長し、全体の高さは8.5 - 25 cmに達する。傘は薄い膜質で円錐状を呈し、頂端はやや平らで尖らず、表面は不規則な多角形をなした多数の深いくぼみを生じ、個々のくぼみは粘液化した基本体におおわれるが、降雨あるいは昆虫による食害などによって基本体が消失すると、淡黄色から帯黄オレンジ色の地肌が現れる。托は上下にやや細まった円筒形ないし紡錘状円筒形で、もっとも太い部分の径1.5 - 2.5 cm程度、もろいスポンジ質で折れやすく、表面はほぼ白色または淡黄色で、不明瞭な網目状の隆起をあらわし、中空である。傘の下端から垂れ下がる菌網（indusium）は高さ6 - 16 cmに及び、円形あるいはやや多角形の多数の網目（径2 - 7 mm）を備えたレース状で、鮮やかな黄色から橙黄色を呈し、もろくて崩れやすい。
頭部は黄色の網目状の隆起がある。基本体は、子実体の成熟に伴って次第に粘り気を生じ、最終的には帯オリーブ褐色から帯緑黒色の粘液となってかさの表面のくぼみを満たし、異臭（アンモニア臭と甘いムスク臭とが混ざったようなにおいであるという）を放つグレバをつける。幼い子実体を包んでいた殻皮は、成熟した子実体では托の基部を包む袋状の「つぼ」となって残る。
胞子は円筒形ないし幅広い紡錘形で無色・平滑、大きさ3‐4×1.5–2.0マイクロメートル (μm) である。托や菌網は、ほぼ球形（径5 - 43 μm）で淡黄色を呈する薄壁細胞群で構成される。殻皮外層は、顕微鏡的には二層からなっており、外側の層はやや太くて淡赤紫色から淡褐色の菌糸からなり、内部の層はより細くてほとんど無色の菌糸で構成されている。これらの菌糸にはかすがい連結を備えている。

## 分類位置の変遷
「ウスキキヌガサタケ」の和名は、台湾産の標本をタイプとして記載・命名されたもので、初めはDictyophora indusiata f. aurantiaca Y. Kobayasi の学名が与えられていた。後にこの学名は混乱を招くとして廃棄されるとともに、新たにDictyophora indusiata f. lutea (Liou et Hwang) Y. Kobayasi の学名が提案され、それ以後、日本ではこの名が定着していた。最近になって、品種から昇格させられて独立種とされ、さらに広義のスッポンタケ属に移されてPhallus luteus (Liou et Hwang) T. Kasuya の新組み合わせ名が提唱されて現在にいたっている。

## 利用
中国では「僅かに毒性がある」とする説もあるが、実際に中毒例があるか否かについては疑わしい。
高知県では、ウスキキヌガサタケを人工的に栽培し、食用として、あるいは観光資源として活用しようとの試みがなされている。子実体の鮮やかな色調は、加熱調理しても褪せずに残るという。

## 類似種
かさの地肌や托・菌網が白色を呈するものに、キヌガサタケ・アカダマキヌガサタケ・マクキヌガサタケなどがある。
Phallus cinnabarinus (W.S. Lee) Kreisel は台湾から記載された種で、かさの地肌が濃赤色を呈し、托や菌網も紅色を帯びる。Dictyophora indusiata f. rosea (Cesati) Y. Kobayasi（キヌガサタケとともに広義のPhallus 属に移されるのが妥当であると思われるが、新たな組み合わせ名が正式に発表されていない）はボルネオおよびセイロンから記載された菌で、かさの地肌の色調については詳しい記載がなされていないが、菌網は淡い紅色を呈し、托は白色であるという。また、Phallus callichrous (Møller) Lloyd はフランス領コンゴ・ニューギニアおよびオーストラリアで見出されたもので、かさの地肌は黄色を呈するが、菌網や托は白色である。
さらにPhallus multicolor (Berk. & Broome) Cooke（オーストラリア・スマトラ・ジャワ・ボルネオ・スリランカ・マレーシア・パプアニューギニア・ザイールおよびグアム島に分布）では、かさの地肌と菌網とは黄色、柄は淡黄色であるという。なお、その一変種の var. laeticolor Reid では、菌網は非常に長く垂れ下がり、明るい橙赤色を呈し、かさの地肌は黄色、柄は白色から淡紅色を呈するとされている。
キヌガサタケ類のかさの地肌・托・菌網の色調は、子実体の発生地における環境条件によって大きく変化することもあるとされ、種あるいは品種レベルでの分類についてはさらに検討の余地がある。